# Giersleben
Giersleben település Németországban, azon belül Szász-Anhalt tartományban. Lakosainak száma 939 fő (2023. december 31.).

## Népesség
A település népességének változása:
| Lakosok száma | 978  | 964  | 959  | 944  | 939  |
|               | 2017 | 2019 | 2021 | 2022 | 2023 |